# Boldogságbolt (novella)

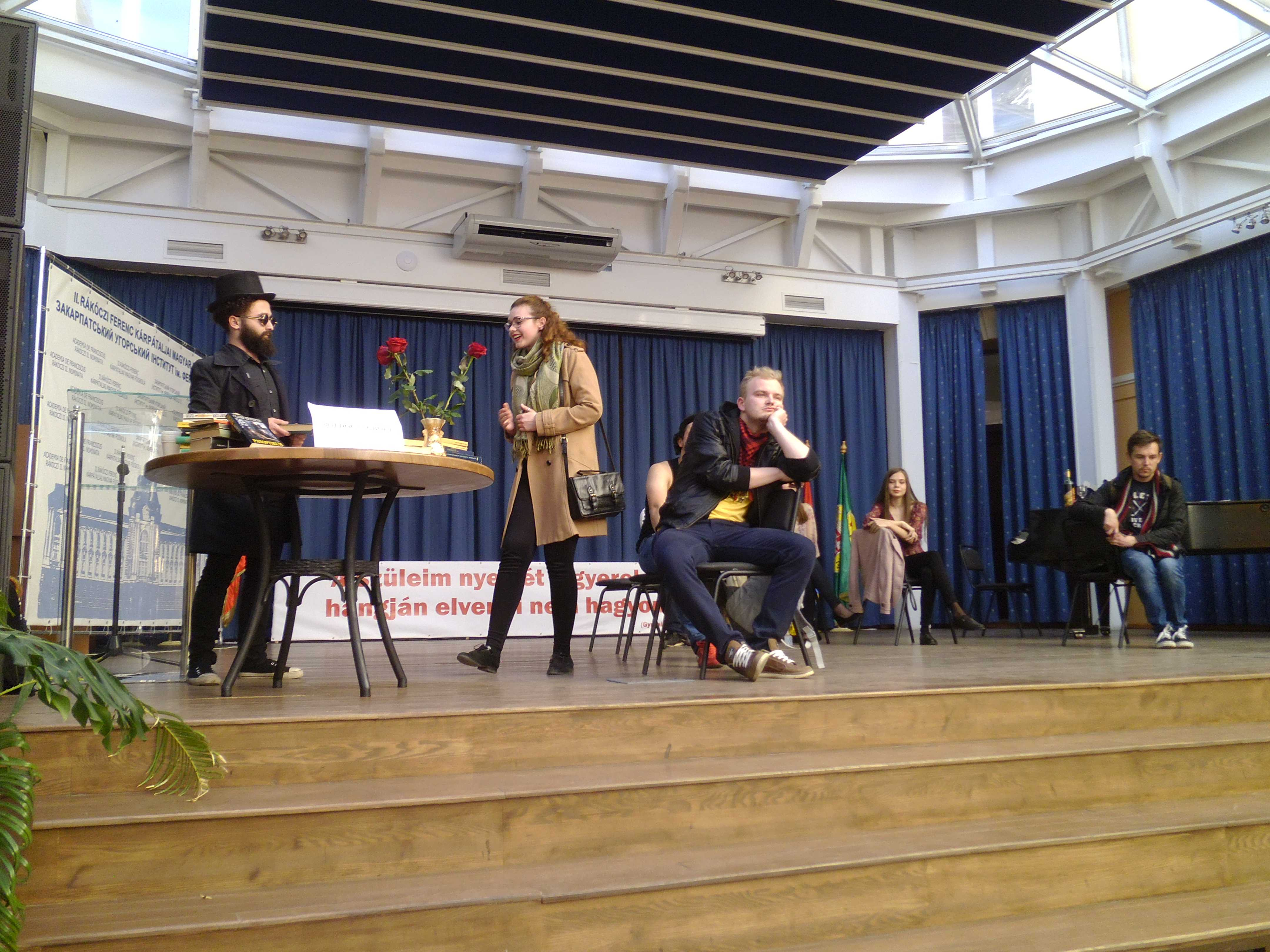
A Boldogságbolt előadása Beregszászon, 2018-ban a Költészet Napján

A Boldogságbolt Rozványi Dávid 2010-ben írt, legismertebb novellája. Teljes címe: Kávémesék: a boldogságbolt. Bár többen a "Kávémese" kifejezést erre a novellára értik, hiszen a főhős ezzel a gondolattal búcsúzik el, valójában a kifejezés a novella hosszúságára utal, azaz arra, hogy ezt az írást egy csésze kávé mellett, pár perc alatt el lehet olvasni. Bár a novella nyomtatásban is megjelent (2012 július, Képmás), elsősorban az internetes megosztásokkal terjed.

## Története
A főhős egy antikváriumot keres a budai Öreg utcában, azonban véletlenül betéved a Boldogságboltba, ahol mindenfajta boldogsághoz hozzá lehet jutni, azonban az eladó, az Öreg Örmény mindennek megkéri az árát. Kihallgatja pár vevő beszélgetését, majd csak egy csésze kávét kér az eladótól, mivel, ahogy mondja: "Nem kell több: minden napra egy apró öröm és az, hogy felismerjem és örülni tudjak ennek".
A teljes történet ide kattintva olvasható
Az eredeti történethez öt folytatás készült:
2. Akiknek sikerült – egy Boldogságbolt történet
3. Kávémesék: a fekete bőrkabát
4. A boldogtalanságbolt (#boldogságbolt2)
5. A Bölcs-szemüveg (Boldogságbolt 5)
6. Boldogságbolt 6.: „Minden év legjobb házassági tanácsadója”

## Szereplők
Rozványi Dávid jellemző megoldása szerint, az egyes szereplőknek nincsen neve, csak szerepük: Mesélő, Öreg Örmény, Nagyságos Asszony, Férfi, azonban a novellában több történelmi személyiséget is megemlítenek, akik a történet szerint szintén itt vásároltak:
Boldogságbolt
Kleopátra: "- Drága nagyságos asszonyom, már hogy ne lenne nagy szerelem? Mindent elsöprő, lángoló, őrült megfelel?
- Igen, azt hiszem, igen.
- Kiváló minőségű, első osztályú áru, Kleopátra is ebből rendelt anno…"
Júlia (Shakespeare Rómeó és Júliájából): "Emlékszem, jött egy Júlia nevű úrilány, ő tudta, mit akar: életfogytig tartó szerelmet! És szó nélkül kifizetett érte vagy harminc életévet"
Casanova: "Aztán itt volt Giacomo, az a velencei kispap, aki azt kérte, hogy neki legyen a legtöbb erotikus kalandja a világon. Örömmel lemondott cserébe a szerelemről. Biztos hallott már róla, Casanova néven lett híres"
Petőfi: "emlékszem arra a cingár fiatalemberre, Sanyira, aki azt kérte, hogy híres költő legyen és egy szabad hazában akar meghalni. Örömmel vállalta, ha ezen kívül semmi sem sikerül neki az életben"
Hitler: "- Extrém kívánságokat is tudna teljesíteni?
- Természetesen!
- Mondjuk, ha világuralmat szeretnék kérni?
- Legnagyobb sajnálatomra, abból a gyártó már nem vállal újabb példányt. Tudja, az utolsó darabot egy vékony, bajszos fiatalember vitte el, aki eredetileg Wagner kéziratokat keresett, meg festészeti albumokat…
- Neki milyen árat kellett fizetnie?
- Mindent, amit létrehozott élete folyamán, saját magának kellett elpusztítania, addig nem halhatott meg. Bonus megkapta, hogy ellenséges fegyver nem fogta." (az Öreg Örmény Hitler iránti megvetését azzal is hangsúlyozza, hogy nem hajlandó néven nevezni)
Kertész Imre: "- Bevallom, kicsit szemezgettem az „irodalmi Nobel-díj” feliratú csomaggal…
- Kiváló választás, Imre bátyám is ugyanebből a típusból rendelt."
Akiknek sikerült
Ludwig van Beethoven: "egyszer egy Lajos nevű zeneszerző kereste, akinek megígérte, hogy meg fogja írni a legcsodálatosabb zenét, amit még senki sem hallott, amiben az öröm átjárja az ember lelkét, de neki nagy árat kellett fizetnie: mire elkészült a szimfóniájával, megsüketült… "
Boldogtalanságbolt
Marco Polo: "Parancsol egy finom teát? Jólesik az ilyen hidegben. Egyedi keverék, még Marco Polo árulta el a titkát, a rumot meg a nyugat-indiákról hozattam."
Don Juan: "Anno felkeresett egy fiatalember, a Német-Római Császár, V. Károly törvénytelen fia és azt kérte, hogy az ágyban és a harctéren aratott sikereivel tudja feledtetni az emberekkel származása szégyenét. Megkapta, és boldog volt. De ő minden csatájában kész volt feláldozni az életét a királyáért és Istenéért, megadatott neki, hogy megmentse a keresztény világot a pogánytól és minden szerelemben teljes szívéből szerette a másikat. A neve fogalommá vált… Don Juan."
Julius Caesar: "Emlékszem, egyszer találkoztam egy középkorú úrral, Gyulával, aki valójában nem vásárolni akart nálam, csak a hitelezői elől elbújni. De amíg várta, hogy az utcán elcsendesedjék a helyzet, azért körbenézett, láttam a szemében, hogy megakadt a szeme a „magas állami tisztségek” feliratú polcon. Éreztem benne az ambíciót és felkínáltam neki egy magas állami tisztséget, de ő rögtön nemet mondott.
- Vajon miért?
- Azt mondta, inkább lenne első ember egy isten háta mögötti faluban, mint második Rómában. Neki csak a hatalom számított, nem a hatalom látszata. Keményen tárgyalt, még rajtam is majdnem kifogott. De végül megegyeztünk abban, hogy uralhatja a világ legnagyobb birodalmát.
- Csak nem? – akadt el a lélegzetem.
- De igen. Julius Caesar néven a Római Birodalom első embere lett, egy rövid időre korlátlan ura. Tudja, szívesen szállítottam neki az árut, éreztem benne a nagyságot, pedig nem kért mást elsőre, csak egy falut. Sőt, még viccelődött azon, hogy neki Karthágó, a romos és lakatlan város is elég lenne, csak ő legyen benne az úr."
A Bölcs-szemüveg
Karl Baedeker: "Tudja, egyszer felkeresett egy fiatalember, Karcsi. Azt mondta, hogy neki az a vágya, hogy az emberek az ő szemével lássanak, keljenek útra, ismerjék meg a többi vidéket. Arról álmodott, hogy ha az emberek megismernek más országokat, megismerik az ott lakókat, többé nem lesz háború. Teljesült ez a vágya: neve, Baedeker, a pontos útikönyv szinonimája lett. "
„Minden év legjobb házassági tanácsadója”
Platón: "azt mondta, mindennek az alapja az idea, az örök és változatlan lényeg. Talán úgy is mondhatnánk, a mi világunk csak tükörképe az örök és változatlan ideáknak. Ő a láthatatlanból haladt a látható felé."
Arisztotelész: "az észben hitt, abban, hogy logikusan minden megmagyarázható, a látható alapján próbálta megérteni a láthatatlant."